# The History Teacher
The History Teacher (kurz THT) ist eine von der Society for History Education herausgegebene historische bzw. geschichtsdidaktische Fachzeitschrift für den Geschichtsunterricht in allgemeinbildenden Schulen, Berufsschulen oder Fachhochschulen und Universitäten in den Vereinigten Staaten.
Das Journal geht auf das 1940 erstmals veröffentlichte Quarterly Bulletin of the Teachers’ History Club zurück, das von Nonnen betreut wurde, die an katholischen Schulen arbeiteten.